# Medusozoa
Las medusas (Medusozoa), también llamadas aguavivas, aguamalas, aguacuajadas, ortigas de mar o lágrimas de mar, son animales marinos pertenecientes al filo de los cnidarios; son pelágicos, de cuerpo gelatinoso, con forma de campana de la que cuelga un manubrio tubular, con la boca en el extremo inferior, a veces prolongado por largos tentáculos cargados con células urticantes llamados cnidocitos.
Las medusas se encuentran en todo el mundo, desde las aguas superficiales hasta las profundidades marinas. Los escifozoos (las "verdaderas medusas") son exclusivamente marinos, pero algunos hidrozoos de aspecto similar viven en agua dulce. Las medusas grandes y a menudo coloridas son comunes en las zonas costeras de todo el mundo. Las medusas de la mayoría de las especies son de crecimiento rápido, maduran en pocos meses y mueren poco después de reproducirse, pero la fase de pólipo, adherida al lecho marino, puede ser mucho más longeva. Las medusas existen desde hace al menos 500 millones de años y posiblemente 700 millones o más, lo que las convierte en el grupo animal multiorgánico más antiguo.
En algunas culturas, los humanos comen medusas. Se consideran un manjar en algunos países asiáticos, donde las especies del orden Rhizostomeae se prensan y salan para eliminar el exceso de agua. Investigadores australianos los han descrito como un "alimento perfecto": sostenible y rico en proteínas, pero relativamente bajo en energía alimentaria.
También se utilizan en la investigación de biología celular y molecular, especialmente la proteína verde fluorescente que emplean algunas especies para la bioluminiscencia. Esta proteína se ha adaptado como reportero fluorescente para genes insertados y ha tenido un gran impacto en la microscopía de fluorescencia. 
El concepto de medusa es tanto taxonómico como morfológico. Muchos cnidarios tienen una alternancia de generaciones, con pólipos sésiles que se reproducen asexualmente y medusas pelágicas que llevan a cabo la reproducción sexual. Solo los antozoos carecen de forma medusa; las otras tres clases de cnidarios (hidrozoos, escifozoos y cubozoos) poseen forma pólipo y forma medusa; dichas medusas presentan características distintivas en las tres clases, de modo que se puede hablar de hidromedusas, escifomedusas y cubomedusas respectivamente.

## Asignación a grupos taxonómicos

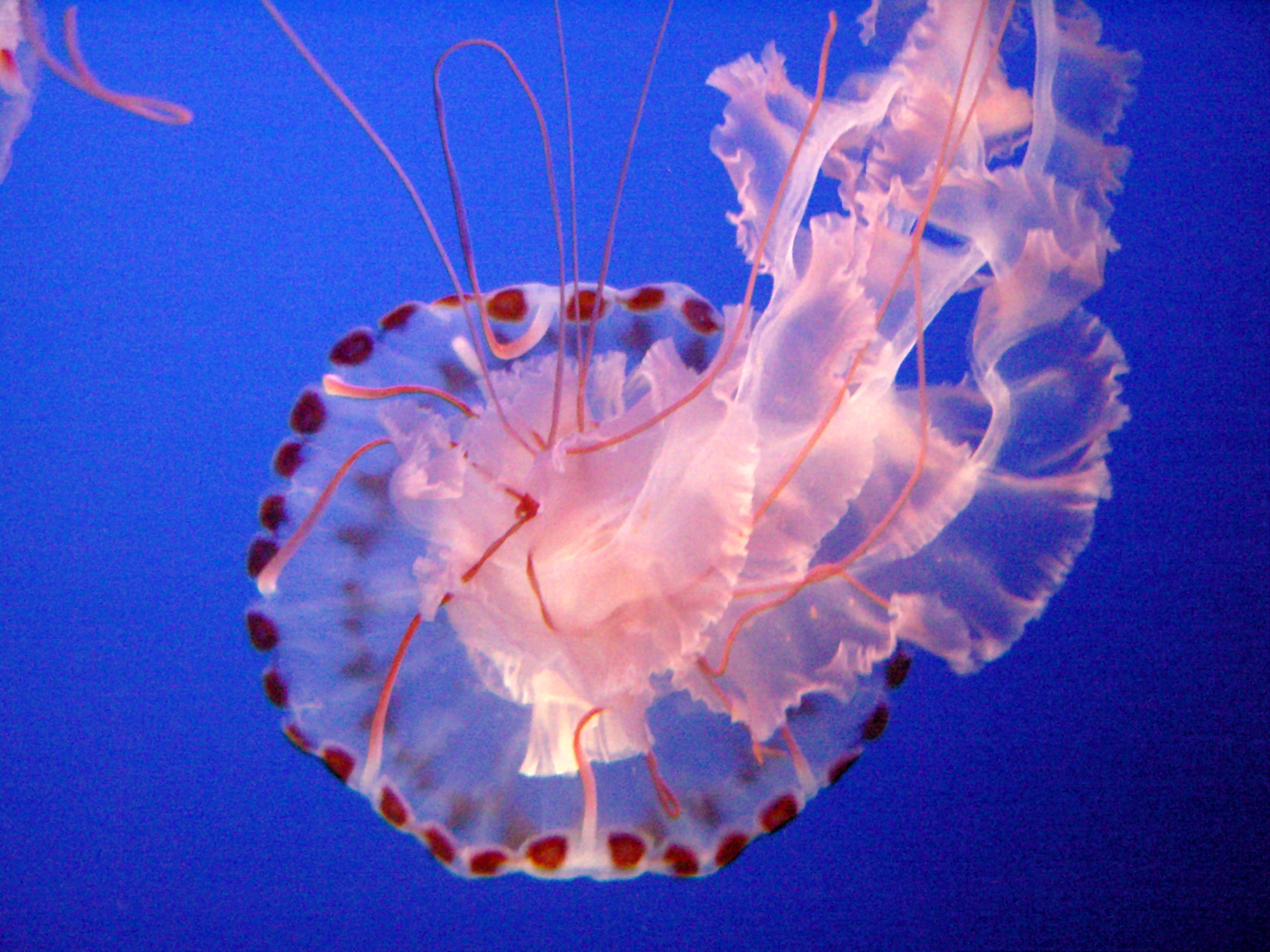
Una Chrysaora colorata en el Acuario de la Bahía de Monterrey.

### Filogenia

#### Definición
El término medusa corresponde a grandes rasgos a medusae, es decir, una etapa del ciclo vital de los Medusozoa. El biólogo evolutivo estadounidense Paulyn Cartwright da la siguiente definición general:
Típicamente, los cnidarios medusozoos tienen una etapa de medusa pelágica y depredadora en su ciclo vital; los estaurozoos son la excepción [ya que son pedunculados].
Dado que medusa es un nombre común, su asignación a grupos biológicos es inexacta. Algunas autoridades han denominado medusas a las medusas peine y a ciertas salpas, aunque otras autoridades afirman que ninguna de ellas son medusas, que consideran deben limitarse a ciertos grupos dentro de los medusozoos.

#### Medusazoos medusas
Las medusas no constituyen un clado, ya que incluyen la mayor parte de los Medusozoos, salvo algunos de los Hydrozoa.

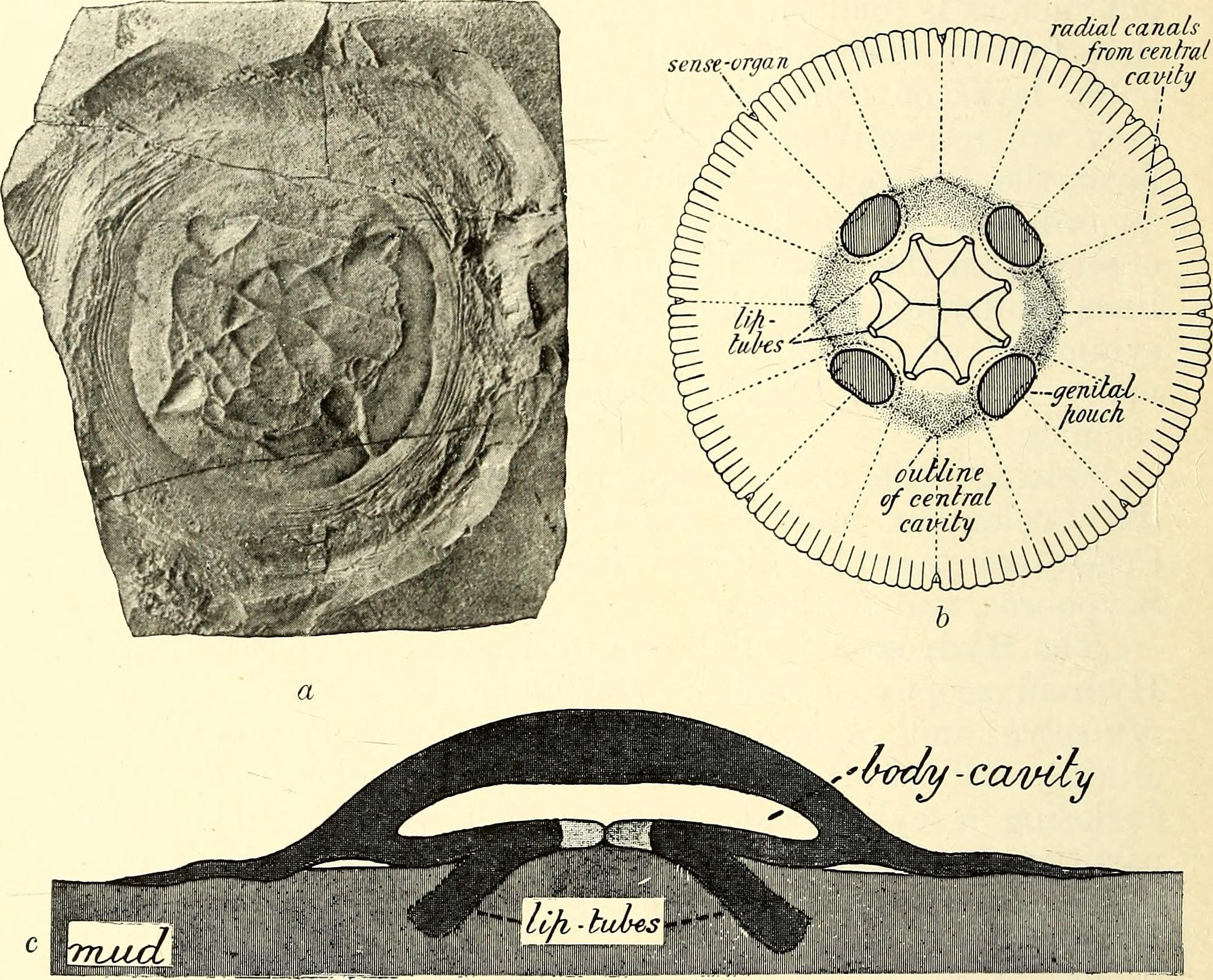
Medusa fósil, Rhizostomites lithographicus, una de las Scypho-medusae, del Kimmeridgiense (Jurásico tardío, 157 a 152 mya) de Solnhofen, Alemania.

### Historia fósil
Dado que las medusas no tienen partes duras, los fósiles son escasos. El fósil inequívoco más antiguo de una medusa de natación libre es Burgessomedusa, del Cámbrico medio del Esquisto de Burgess de Canadá, que probablemente sea un grupo de medusas caja (Cubozoa) o Acraspeda (el clado que incluye Staurozoa, Cubozoa y Scyphozoa). Otros registros del Cámbrico de China y Utah (Estados Unidos) son inciertos y posiblemente representen ctenóforos.

## Morfología

Morfología de una hidromedusa
1.- Ectodermis; 2.- Mesoglea; 3.- Gastrodermis; 4.- Estómago; 5.- Canal radial; 6.- Canal circular; 7.- Tentáculo; 8.- Velo; 9.- Anillo nervioso externo; 10.- Anillo nervioso interno; 11.- Gónada; 12.- Manubrio; 13.- Boca; 14.- Exumbrela; 15.- Subumbrela.

Las medusas tienen forma de campana o sombrilla. La zona aboral (el polo opuesto a la boca, véase simetría radial) es convexa y se denomina exumbrela y la zona oral, cóncava, subumbrela. Del borde de la exumbrela cuelgan varios tentáculos provistos de numerosos cnidocitos, las células urticantes típicas de los cnidarios. De la subumbrela cuelga el manubrio, en el extremo del cual se abre la boca, que también funciona como ano, en su extremo. La boca se abre a la cavidad gastrovascular, donde se produce la digestión y se absorben los nutrientes. Está subdividida por cuatro gruesos septos en un estómago central y cuatro bolsas gástricas. La cavidad gastrovascular de estos animales posee un estómago central del que parten bolsas gástricas o diversos canales radiales, que pueden continuarse dentro de los tentáculos; de este modo, los nutrientes pueden distribuirse con mayor facilidad por todo el cuerpo. 

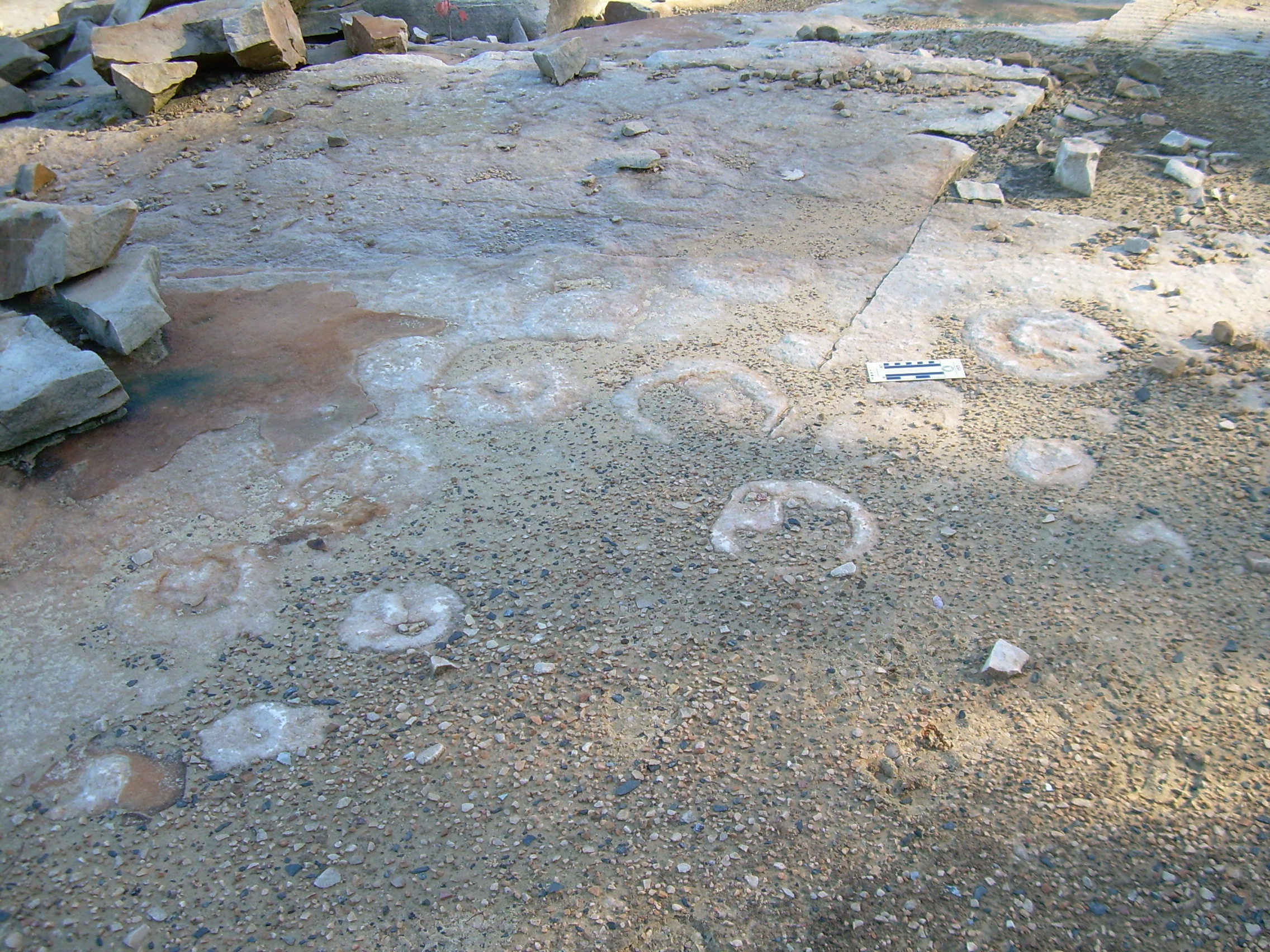
Escifozoos varados en una llanura mareal del Cámbrico en Blackberry Hill, Wisconsin.

Los cuatro pares de gónadas están unidos a los septos y, cerca de ellos, cuatro embudos septales se abren al exterior, lo que quizá proporcione una buena oxigenación a las gónadas. Cerca de los bordes libres de los septos, los filamentos gástricos se extienden hacia la cavidad gástrica; están armados con nematocistos y células productoras de enzimas y desempeñan un papel en el sometimiento y digestión de la presa. En algunos escifozoos, la cavidad gástrica está unida a canales radiales que se ramifican ampliamente y pueden unirse a un canal anular marginal. Los cilios de estos canales hacen circular el fluido en una dirección regular.

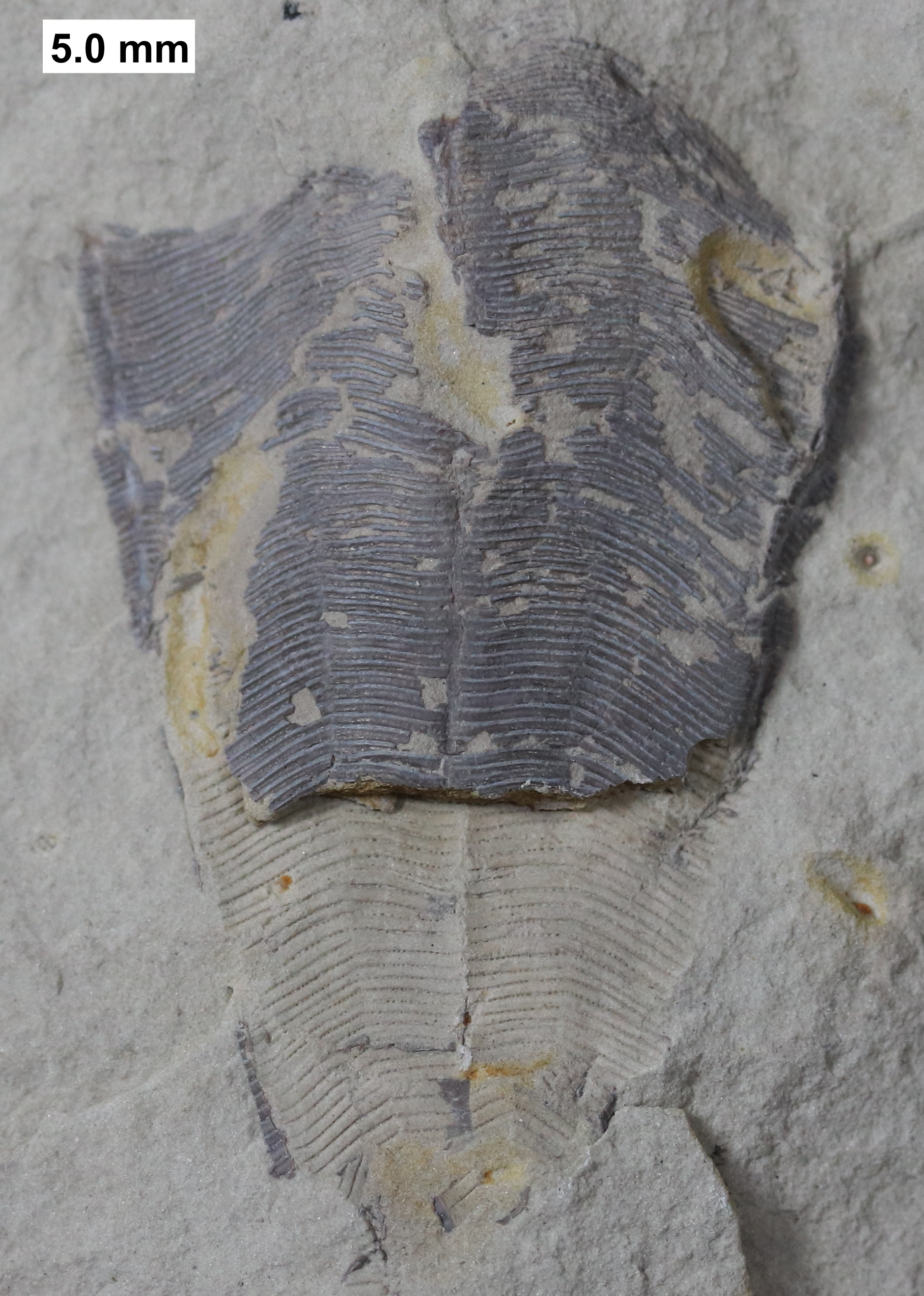
El conulariido Conularia milwaukeensis del Devónico Medio de Wisconsin.

El tejido que forma su cuerpo se denomina mesoglea y, a diferencia de los pólipos, es típicamente muy grueso; suele ser gelatinoso, pero puede alcanzar consistencia cartilaginosa en algunas especies. La mesoglea está compuesta en un 95 % o más por agua, y también contiene colágeno y otras proteínas fibrosas, así como amebocitos errantes que pueden engullir restos y bacterias. La mesogloea está delimitada por la epidermis en el exterior y la gastrodermis en el interior.
La medusa caja tiene una estructura muy similar. Tiene una campana cuadrada en forma de caja. De cada una de las cuatro esquinas inferiores cuelga un corto pedalium o pedúnculo. El borde de la campana se pliega hacia dentro para formar un estante conocido como velarium que restringe la apertura de la campana y crea un potente chorro cuando la campana pulsa, lo que permite a las medusas caja nadar más rápido que las medusas verdaderas. Los hidrozoos también son similares, normalmente con solo cuatro tentáculos en el borde de la campana, aunque muchos hidrozoos son coloniales y pueden no tener una fase medusal de vida libre. En algunas especies se forma una yema no separable conocida como gonóforo que contiene una gónada pero carece de muchas otras características medusales como tentáculos y rhopalia. Las medusas pedunculadas están unidas a una superficie sólida por un disco basal y se asemejan a un pólipo, cuyo extremo oral se ha desarrollado parcialmente en una medusa con lóbulos portadores de tentáculos y un manubrio central con boca de cuatro lados.
La mayoría de las medusas carecen de sistemas especializados de osmorregulación, respiración y circulación, así como de sistema nervioso central. Los nematocistos, que liberan el aguijón, están situados principalmente en los tentáculos; las medusas verdaderas también los tienen alrededor de la boca y el estómago. Las medusas no necesitan un sistema respiratorio porque el oxígeno suficiente se difunde a través de la epidermis. Tienen un control limitado sobre su movimiento, pero pueden navegar con las pulsaciones de su cuerpo en forma de campana; algunas especies nadan activamente la mayor parte del tiempo, mientras que otras lo hacen a la deriva. Los rhopalia contienen órganos sensoriales rudimentarios capaces de detectar la luz, las vibraciones transmitidas por el agua, el olor y la orientación. En la epidermis se encuentra una red de nervios denominada "red nerviosa".Aunque tradicionalmente se pensaba que no tenían un sistema nervioso central, podría considerarse que la concentración de la red nerviosa y las estructuras similares a los ganglios constituyen uno en la mayoría de las especies. Una medusa detecta estímulos y transmite impulsos tanto a través de la red nerviosa como alrededor de un anillo nervioso circular, a otras células nerviosas. Los ganglios rhopaliales contienen neuronas marcapasos que controlan el ritmo y la dirección de la natación.
En muchas especies de medusas, los rhopalia incluyen ocelos, órganos sensibles a la luz capaces de distinguir la luz de la oscuridad. Generalmente se trata de ocelos con manchas pigmentarias, que tienen algunas de sus células pigmentadas. Los rhopalia están suspendidos en pedúnculos con pesados cristales en un extremo, que actúan como giroscopios para orientar los ojos hacia el cielo. Ciertas medusas miran hacia arriba, hacia el dosel del manglar, mientras realizan una migración diaria desde los manglares a la laguna abierta, donde se alimentan, y de vuelta.
Las medusas caja tienen una visión más avanzada que los otros grupos. Cada individuo tiene 24 ojos, dos de los cuales son capaces de ver el color, y cuatro áreas paralelas de procesamiento de la información que actúan en competencia, lo que supuestamente las convierte en uno de los pocos tipos de animales que tienen una visión de 360 grados de su entorno.

### Ojos
El estudio de la evolución de los ojos de las medusas es un paso intermedio hacia una mejor comprensión de cómo evolucionaron los sistemas visuales en la Tierra. Las medusas muestran una inmensa variación en sus sistemas visuales, desde los parches de células fotorreceptoras que se observan en los sistemas fotorreceptores simples hasta los ojos complejos más derivados que se observan en las medusas. Los principales temas de investigación del sistema visual de las medusas (con énfasis en las medusas caja) incluyen: la evolución de la visión de las medusas desde sistemas visuales simples a complejos, la morfología del ojo y las estructuras moleculares de las medusas caja (incluyendo comparaciones con ojos de vertebrados), y varios usos de la visión incluyendo comportamientos guiados por tareas y especialización en nichos.

#### Evolución
Las pruebas experimentales de fotosensibilidad y fotorrecepción en cnidarios se remontan a mediados del siglo XX, y desde entonces se han llevado a cabo numerosas investigaciones sobre la evolución de los sistemas visuales de las medusas. Los sistemas visuales de las medusas abarcan desde simples células fotorreceptoras hasta complejos ojos formadores de imágenes. Los sistemas visuales más ancestrales incorporan visión extraocular (visión sin ojos) que abarca numerosos receptores dedicados a comportamientos de función única. Los sistemas visuales más derivados comprenden una percepción capaz de múltiples comportamientos guiados por tareas.
Aunque carecen de un verdadero cerebro, las medusas cnidarias tienen un sistema nervioso "en anillo" que desempeña un papel importante en la actividad motora y sensorial. Esta red de nervios es responsable de la contracción muscular y el movimiento y culmina la aparición de estructuras fotosensibles. En los cnidarios, existe una gran variación en los sistemas que subyacen a la fotosensibilidad. Las estructuras fotosensibles van desde grupos de células no especializadas hasta ojos más "convencionales" similares a los de los vertebrados. Los pasos evolutivos generales para desarrollar una visión compleja incluyen (de estados más ancestrales a más derivados): fotorrecepción no direccional, fotorrecepción direccional, visión de baja resolución y visión de alta resolución. El aumento de la complejidad del hábitat y de las tareas ha favorecido los sistemas visuales de alta resolución comunes en cnidarios derivados como las medusas caja.
Los sistemas visuales basales observados en varios cnidarios muestran fotosensibilidad representativa de una única tarea o comportamiento. La fotorrecepción extraocular (una forma de fotorrecepción no direccional), es la forma más básica de sensibilidad a la luz y guía una variedad de comportamientos entre los cnidarios. Puede funcionar para regular el ritmo circadiano (como se observa en los hidrozoos sin ojos) y otros comportamientos guiados por la luz que responden a la intensidad y el espectro de la luz. La fotorrecepción extraocular puede funcionar además en la fototaxis positiva (en planulalarvas de hidrozoos), así como para evitar cantidades nocivas de radiación UV mediante fototaxis negativa. La fotorrecepción direccional (la capacidad de percibir la dirección de la luz entrante) permite respuestas fototácticas más complejas a la luz, y probablemente evolucionó por medio del apilamiento de membranas. Las respuestas conductuales resultantes pueden ir desde eventos de desove guiados por la luz de la luna hasta respuestas a la sombra para evitar a posibles depredadores. Se observan comportamientos guiados por la luz en numerosos escifozoos, incluida la gelatina lunar común, Aurelia aurita, que migra en respuesta a cambios en la luz ambiental y la posición solar a pesar de carecer de ojos propiamente dichos.
El sistema visual de baja resolución de las medusas caja es más derivado que la fotorrecepción direccional, por lo que la visión de las medusas caja representa la forma más básica de visión verdadera en la que múltiples fotorreceptores direccionales se combinan para crear la primera imagen y resolución espacial. Esto es diferente de la visión de alta resolución que se observa en las cámaras u ojos compuestos de vertebrados y cefalópodos que se basan en la óptica de enfoque. Fundamentalmente, los sistemas visuales de las medusas caja son responsables de guiar múltiples tareas o comportamientos en contraste con los sistemas visuales menos derivados de otras medusas que guían funciones conductuales únicas. Estos comportamientos incluyen la fototaxis basada en la luz solar (positiva) o en las sombras (negativa), la evitación de obstáculos y el control de la velocidad del pulso natatorio.
Las medusas caja poseen "ojos propios" (similares a los de los vertebrados) que les permiten habitar entornos en los que medusas menos derivadas no pueden. De hecho, se considera que son la única clase del clado Medusozoa que tiene comportamientos que requieren resolución espacial y visión genuina. Sin embargo, las lentes de sus ojos son funcionalmente más similares a los ojos de copa de los organismos de baja resolución, y tienen muy poca o ninguna capacidad de enfoque.La falta de capacidad de enfoque se debe a que la distancia focal supera la distancia a la retina, lo que genera imágenes desenfocadas y limita la resolución espacial. El sistema visual sigue siendo suficiente para que las medusas caja produzcan una imagen que les ayude en tareas como evitar objetos.

#### Utilidad como organismo modelo
Los ojos de las medusas caja son un sistema visual sofisticado en numerosos aspectos. Estas complejidades incluyen la considerable variación dentro de la morfología de los ojos de las medusas caja (incluyendo su especificación de tarea/comportamiento), y la composición molecular de sus ojos, incluyendo: fotorreceptores, opsinas, lentes y sinapsis. La comparación de estos atributos con sistemas visuales más derivados puede permitir una mayor comprensión de cómo puede haber ocurrido la evolución de los sistemas visuales más derivados, y pone en perspectiva cómo las medusas caja pueden desempeñar el papel de modelo evolutivo/de desarrollo para todos los sistemas visuales.

#### Características
Los sistemas visuales de las medusas caja son diversos y complejos, y comprenden múltiples fotosistemas. Es probable que exista una variación considerable en las propiedades visuales entre especies de medusas caja, dada la significativa variación morfológica y fisiológica entre especies. Los ojos tienden a diferir en tamaño y forma, junto con el número de receptores (incluyendo opsinas), y la fisiología entre las especies de medusas caja.
Las medusas caja tienen una serie de intrincados ojos con lentes similares a los de organismos multicelulares más derivados, como los vertebrados. Sus 24 ojos se clasifican en cuatro categorías morfológicas diferentes: dos grandes ojos mediales morfológicamente diferentes (un ojo con lente inferior y otro superior) que contienen lentes esféricas, un par lateral de ojos con hendiduras pigmentarias y un par lateral de ojos con fosas pigmentarias. Los ojos están situados sobre rhopalia (pequeñas estructuras sensoriales) que cumplen funciones sensoriales de la medusa caja y surgen de las cavidades de la exumbrella (la superficie del cuerpo) en el lado de las campanas de la medusa. Los dos ojos grandes están situados en la línea media de la maza y se consideran complejos porque contienen lentes. Los cuatro ojos restantes se sitúan lateralmente a ambos lados de cada rhopalia y se consideran simples. Los ojos simples se observan como pequeñas copas invaginadas de epitelio que han desarrollado pigmentación. El mayor de los ojos complejos contiene una córnea celular creada por un epitelio mono ciliado, cristalino celular, cápsula homogénea al cristalino, cuerpo vítreo con elementos prismáticos y una retina de células pigmentadas. Se dice que el menor de los ojos complejos es ligeramente menos complejo, ya que carece de cápsula, pero por lo demás contiene la misma estructura que el ojo mayor.
Las medusas caja tienen múltiples fotosistemas que comprenden diferentes conjuntos de ojos. Las pruebas incluyen datos inmunocitoquímicos y moleculares que muestran diferencias de fotopigmentos entre los diferentes tipos morfológicos de ojos, y experimentos fisiológicos realizados en medusas caja que sugieren diferencias de comportamiento entre los fotosistemas. Cada tipo de ojo individual constituye fotosistemas que trabajan colectivamente para controlar comportamientos guiados visualmente.
Los ojos de las medusas caja utilizan principalmente c-PRC (células fotorreceptoras ciliares) similares a las de los ojos de los vertebrados. Estas células se someten a cascadas de fototransducción (proceso de absorción de la luz por los fotorreceptores) que son desencadenadas por las c-opsinas. Las secuencias de opsinas disponibles sugieren que hay dos tipos de opsinas que poseen todos los cnidarios, incluyendo una antigua opsina filogenética y una opsina ciliar hermana del grupo de las c-opsinas. Las medusas caja podrían tener tanto opsinas ciliares como cnidops (opsinas de cnidarios), algo que no se creía anteriormente que aparecieran en la misma retina. Sin embargo, no es del todo evidente si los cnidarios poseen opsinas múltiples capaces de tener sensibilidades espectrales distintivas.

#### Comparación con otros organismos
La investigación comparativa sobre la composición genética y molecular de los ojos de las medusas caja frente a ojos más derivados observados en vertebrados y cefalópodos se centra en: lentes y composición del cristalino, sinapsis y genes Pax y su evidencia implícita de genes primordiales (ancestrales) compartidos en la evolución ocular.
Se dice que los ojos de las medusas caja son un modelo evolutivo/de desarrollo de todos los ojos basado en su reclutamiento evolutivo de cristalinas y genes Pax. Las investigaciones realizadas en medusas caja, incluyendo Tripedalia cystophora, han sugerido que poseen un único gen Pax, PaxB. PaxB funciona uniéndose a los promotores de las cristalinas y activándolos. La hibridación in situ de PaxB dio como resultado la expresión de PaxB en el cristalino, la retina y los estatocistos. Estos resultados y el rechazo de la hipótesis previa de que Pax6 era un gen Pax ancestral en los ojos ha llevado a la conclusión de que PaxB era un gen primordial en la evolución de los ojos, y que los ojos de todos los organismos probablemente comparten un ancestro común.
La estructura del cristalino de las medusas caja parece muy similar a la de otros organismos, pero los cristalinos son distintos tanto en función como en apariencia. Se observaron reacciones débiles en los sueros y similitudes de secuencia muy débiles en los cristalinos entre los de vertebrados e invertebrados. Esto se debe probablemente a las diferencias en las proteínas de menor peso molecular y a la consiguiente falta de reacciones inmunológicas con antisueros que presentan los cristalinos de otros organismos.
Los cuatro sistemas visuales de las especies de medusas caja investigados con detalle (Carybdea marsupialis, Chiropsalmus quadrumanus, Tamoya haplonema y Tripedalia cystophora) tienen sinapsis invaginadas, pero sólo en los ojos con lente superior e inferior. Se han descubierto cuatro tipos de sinapsis químicas en la rhopalia que podrían ayudar a comprender la organización neural: unidireccional clara, unidireccional de núcleo denso, bidireccional clara y bidireccional clara y de núcleo denso. Las sinapsis de los ojos con lente podrían ser útiles como marcadores para conocer mejor el circuito neuronal en las áreas retinianas de las medusas caja.

#### La evolución como respuesta a estímulos naturales
Las principales respuestas adaptativas a la variación ambiental observadas en los ojos de las medusas incluyen velocidades de constricción pupilar en respuesta a entornos luminosos, así como adaptaciones de los fotorreceptores y del cristalino para responder mejor a los cambios entre entornos luminosos y la oscuridad. Curiosamente, los ojos de algunas especies de medusas caja parecen haber evolucionado hacia una visión más focalizada en respuesta a su hábitat.
La contracción pupilar parece haber evolucionado en respuesta a la variación del entorno lumínico en los nichos ecológicos de tres especies de medusas caja (Chironex fleckeri, Chiropsella bronzie y Carukia barnesi). Los estudios de comportamiento sugieren que una mayor velocidad de contracción de las pupilas permite evitar mejor los objetos y, de hecho, las especies con hábitats más complejos muestran una mayor velocidad. Ch. bronzie habita en frentes de playa poco profundos que tienen poca visibilidad y muy pocos obstáculos, por lo que una contracción más rápida de la pupila en respuesta a los objetos de su entorno no es importante. Ca. barnesi y Ch. fleckeri se encuentran en entornos tridimensionales más complejos, como los manglares, con abundancia de obstáculos naturales, donde una contracción pupilar más rápida es más adaptativa. Los estudios conductuales apoyan la idea de que tasas de contracción pupilar más rápidas ayudan a evitar obstáculos, así como a ajustar la profundidad en respuesta a diferentes intensidades de luz.
La adaptación a la luz/oscuridad a través de los reflejos pupilares a la luz es una forma adicional de respuesta evolutiva al entorno luminoso. Se trata de la respuesta de la pupila a los cambios de intensidad luminosa (generalmente de la luz solar a la oscuridad). En el proceso de adaptación a la luz/oscuridad, las lentes oculares superior e inferior de las diferentes especies de medusas caja varían en función específica. Las lentes oculares inferiores contienen fotorreceptores pigmentados y células pigmentarias largas con pigmentos oscuros que migran en la adaptación a la luz/oscuridad, mientras que las lentes oculares superiores desempeñan un papel concentrado en la dirección de la luz y la fototaxis, dado que miran hacia arriba, hacia la superficie del agua (hacia el sol o la luna). El cristalino superior de Ch. bronzie no presenta una potencia óptica considerable, mientras que Tr. cystophora (una especie de medusa caja que suele vivir en manglares) sí. La capacidad de utilizar la luz para guiar visualmente el comportamiento no es de tanta importancia para Ch. bronzie como lo es para las especies en entornos más llenos de obstáculos. Las diferencias en el comportamiento guiado visualmente sirven como evidencia de que las especies que comparten el mismo número y estructura de ojos pueden mostrar diferencias en la forma en que controlan el comportamiento.

## Las más grandes y las más pequeñas
Las medusas varían desde aproximadamente un milímetro de altura y diámetro de la campana, hasta casi 2 metros (6 1⁄2 ft) de altura y diámetro de la campana; los tentáculos y las partes bucales suelen extenderse más allá de esta dimensión de la campana.
Las medusas más pequeñas son las peculiares medusas rastreras de los géneros Staurocladia y Eleutheria, que tienen discos de campana de 0,5 milímetros (1⁄32 in) a unos pocos milímetros de diámetro, con tentáculos cortos que se extienden más allá, que estas medusas utilizan para moverse por la superficie de las algas o los fondos de las piscinas rocosas; muchas de estas diminutas medusas rastreras no se pueden ver en el campo sin una lente de mano o un microscopio. Pueden reproducirse asexualmente por fisión (división por la mitad). Otras medusas muy pequeñas, que tienen campanas de aproximadamente un milímetro, son las hidromedusas de muchas especies que acaban de liberarse de sus pólipos parentales; algunas de ellas viven sólo unos minutos antes de desprender sus gametos en el plancton y luego morir, mientras que otras crecerán en el plancton durante semanas o meses. Las hidromedusas Cladonema radiatum y Cladonema californicum también son muy pequeñas, viven durante meses, pero nunca crecen más allá de unos pocos mm de altura y diámetro de la campana.

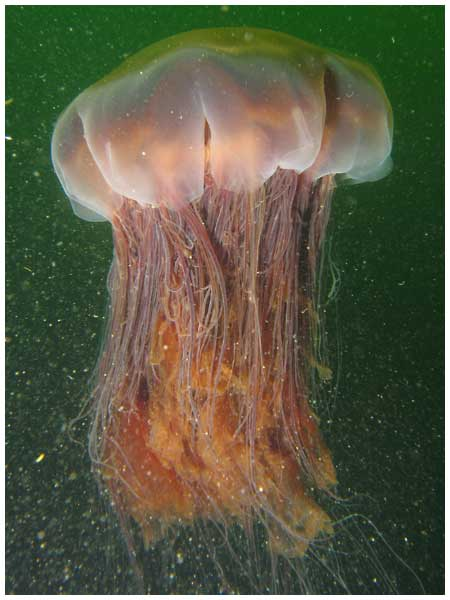
La medusa melena de león (Cyanea capillata) es una de las especies de mayor tamaño.

La medusa melena de león, Cyanea capillata, fue citada durante mucho tiempo como la medusa más grande y posiblemente el animal más largo del mundo, con tentáculos finos y filiformes que pueden alcanzar los 36,5 m de longitud (aunque la mayoría no llegan ni de lejos a ese tamaño). Su picadura es moderadamente dolorosa, pero rara vez mortal. La medusa gigante Nomura, Nemopilema nomurai, cada vez más común, que se encuentra en algunos años, pero no en todos, en las aguas de Japón, Corea y China en verano y otoño, es otra candidata a "medusa más grande", en términos de diámetro y peso, ya que la medusa Nomura más grande a finales de otoño puede alcanzar los 2 m (6 pies 7 pulgadas) de diámetro de campana (cuerpo) y unos 200 kg (440 libras) de peso, con ejemplares medios que alcanzan con frecuencia los 0,9 m (2 pies 11 pulgadas). La gran masa de la campana de la medusa gigante de Nomura puede empequeñecer a un buceador y casi siempre es mucho mayor que la de la melena de león, cuyo diámetro de campana puede alcanzar 1 m.
La rara medusa de aguas profundas Stygiomedusa gigantea es otra de las candidatas a "medusa más grande", con su gruesa y enorme campana de hasta 100 cm (3 pies 3 pulgadas) de ancho y cuatro gruesos brazos orales en forma de "correa" que se extienden hasta 6 m (19 + 1⁄2 pies) de longitud, muy diferentes de los típicos tentáculos finos y filiformes que bordean el paraguas de medusas de aspecto más típico, como la melena de león.
Desmonema glaciale, que vive en la región antártica, puede alcanzar un tamaño muy grande (varios metros). La medusa de rayas moradas (Chrysaora colorata) también puede ser extremadamente larga (hasta 4,5 metros).

## Reproducción y desarrollo

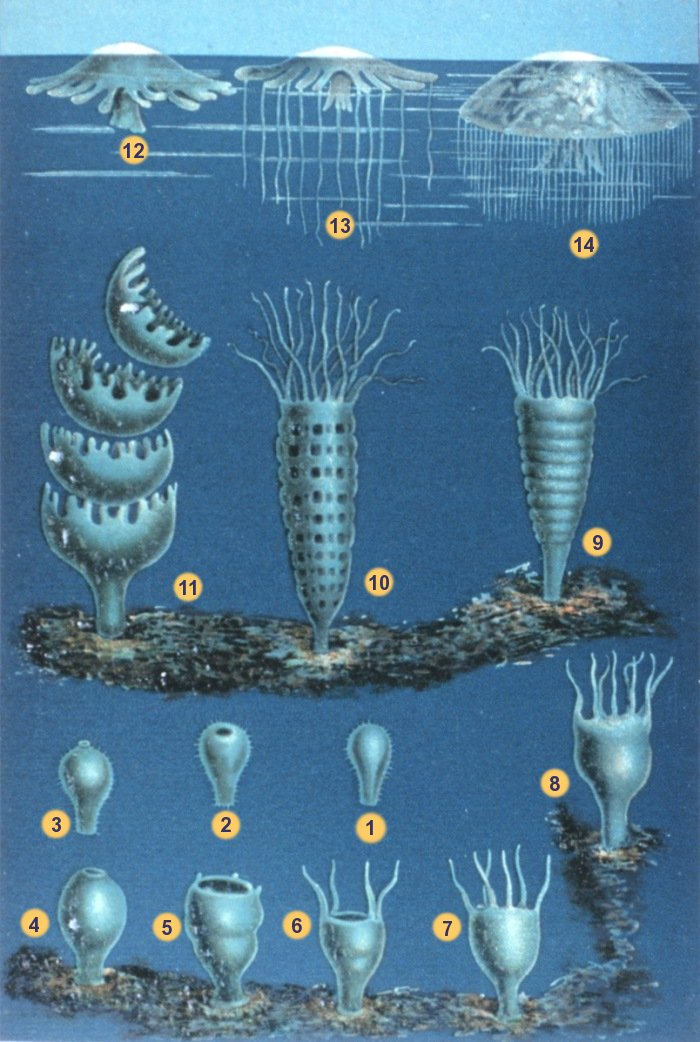
Desarrollo de las escifomedusas.

El subfilo Medusozoa incluye todos los cnidarios con una fase de medusa en su ciclo vital. Del huevo se libera una larva llamada plánula pelágica en forma de pera y completamente ciliada que, cuando encuentra un sustrato apropiado, se fija y se transforma en un pólipo asexual; los pólipos producen medusas sexuadas que cierran el ciclo. El subfilo incluye los taxones principales, Scyphozoa (medusas grandes), Cubozoa (medusas caja) e Hydrozoa (medusas pequeñas), y excluye Anthozoa (corales y anémonas de mar). Esto sugiere que la forma de medusa evolucionó después de los pólipos. Los medusozoos tienen simetría tetrámera, con partes en cuatro o múltiplos de cuatro
En las clases Hydrozoa y Scyphozoa, los pólipos se reproducen asexualmente formando yemas de las cuales surgirán medusas sexuadas, cosa que no ocurre en Cubozoa. Las cuatro clases principales de cnidarios medusozoos son:
- Los escifozoos se denominan a veces verdaderas medusas, aunque no son más medusas que las demás aquí enumeradas. Tienen simetría tetra-radial. La mayoría tiene tentáculos alrededor del margen exterior de la campana en forma de cuenco, y largos brazos orales alrededor de la boca en el centro de la subumbrela.[12]

- Los Cubozoa tienen una campana (redondeada) en forma de caja, y su velarium les ayuda a nadar más rápidamente. Las medusas caja pueden estar más emparentadas con las medusas escifozoas que con los hidrozoos.[46]
- Hydrozoa también tienen simetría tetra-radial, casi siempre tienen un velum (diafragma utilizado en la natación) unido justo dentro del margen de la campana, no tienen brazos orales, sino una estructura central mucho más pequeña parecida a un tallo, el manubrio, con una abertura bucal terminal, y se distinguen por la ausencia de células en la mesoglea. Las hidromedusas se forman por gemación a partir de yemas (gonóforos) sobre los pólipos, ya sea a partir de sus paredes o en gonozoides especializados.[12]
- Scyphozoa. Las escifomedusas se originan a partir de pequeños pólipos por un proceso llamado estrobilación, en el cual el pólipo (escifistoma) se divide en discos superpuestos; estos discos se liberan como larvas pelágicas llamadas éfiras que darán origen a medusas sexuadas.[12]

La mayoría de las medusas tienen los sexos separados (dioicas). Durante la reproducción sexual, las medusas liberan los gametos (óvulos y espermatozoides) en el agua, donde se produce la fecundación, o bien los espermatozoides fecundan los óvulos en el interior del cuerpo de la medusa hembra.
Hay más de 200 especies de Scyphozoa, unas 50 especies de Staurozoa, unas 50 especies de Cubozoa, y los Hydrozoa incluyen unas 1000-1500 especies que producen medusas, pero muchas más especies que no lo hacen.

### Duración de la vida
Poco se sabe de la historia vital de muchas medusas, ya que no se han encontrado los lugares del fondo marino donde viven las formas bentónicas de esas especies. Sin embargo, una forma de estrobila que se reproduce asexualmente puede vivir a veces varios años, produciendo nuevas medusas (larvas de efira) cada año.
Una especie inusual, Turritopsis dohrnii, anteriormente clasificada como Turritopsis nutricula, podría ser inmortal debido a su capacidad, en determinadas circunstancias, de transformarse de medusa a pólipo, escapando así de la muerte que suele esperar a las medusas tras la reproducción si no han sido devoradas por otro organismo. Hasta ahora, esta reversión sólo se ha observado en el laboratorio.

### Locomoción
Utilizando como ejemplo la medusa lunar Aurelia aurita, se ha demostrado que las medusas son los nadadores más eficientes energéticamente de todos los animales. Se mueven por el agua expandiendo y contrayendo radialmente sus cuerpos en forma de campana para empujar el agua tras de sí. Hacen una pausa entre las fases de contracción y expansión para crear dos anillos de vórtice. Los músculos se utilizan para la contracción del cuerpo, que crea el primer vórtice y empuja al animal hacia delante, pero la mesoglea es tan elástica que la expansión se acciona exclusivamente relajando la campana, lo que libera la energía almacenada de la contracción. Mientras tanto, el segundo anillo del vórtice empieza a girar más deprisa, succionando agua hacia la campana y empujando contra el centro del cuerpo, lo que supone un impulso secundario y "gratuito" hacia delante. El mecanismo, denominado recaptura pasiva de energía, sólo funciona en medusas relativamente pequeñas que se mueven a baja velocidad, lo que permite al animal recorrer un 30 por ciento más de distancia en cada ciclo de natación. Las medusas lograron un coste de transporte (ingesta de alimento y oxígeno frente a energía gastada en el movimiento) un 48 por ciento inferior al de otros animales en estudios similares. Una de las razones es que la mayor parte del tejido gelatinoso de la campana está inactivo, por lo que no consume energía durante la natación.

## Ecología

### Dieta
Las medusas son, como otros cnidarios, generalmente carnívoras (o parásitas), alimentándose de organismos planctónicos, crustáceos, peces pequeños, huevos y larvas de peces y otras medusas, ingiriendo alimento y expulsando por la boca los desechos no digeridos. Cazan de forma pasiva utilizando sus tentáculos como líneas de deriva, o se hunden en el agua con los tentáculos muy extendidos; los tentáculos, que contienen nematocistos para aturdir o matar a la presa, pueden entonces flexionarse para ayudar a llevarla a la boca. Su técnica de natación también les ayuda a capturar presas; cuando su campana se expande succiona agua, lo que pone más presas potenciales al alcance de los tentáculos.
Algunas especies, como Aglaura hemistoma, son omnívoras y se alimentan de microplancton, que es una mezcla de zooplancton y fitoplancton (plantas microscópicas), como los dinoflagelados. Otras albergan algas mutualistas (Zooxanthellae) en sus tejidos; la medusa moteada (Mastigias papua) es una de ellas, ya que obtiene parte de su nutrición de los productos de la fotosíntesis y parte del zooplancton capturado. La medusa invertida (Cassiopea andromeda) también tiene una relación simbiótica con las microalgas, pero captura animales diminutos para complementar su dieta. Para ello libera diminutas bolas de células vivas compuestas por mesogleas. Éstas utilizan cilios para impulsarse por el agua y células urticantes que aturden a la presa. Las bolas también parecen tener capacidad digestiva.

## Bioluminiscencia
Algunos tipos de medusa son bioluminiscentes, es decir, brillan. Tanto algunas medusas marinas como dulceacuícolas tienen esta capacidad. Las medusas usan su bioluminiscencia para advertir a sus depredadores de su toxicidad. Un ejemplo de medusa bioluminiscente es la hidromedusa gelatina cristal (Aequorea victoria).

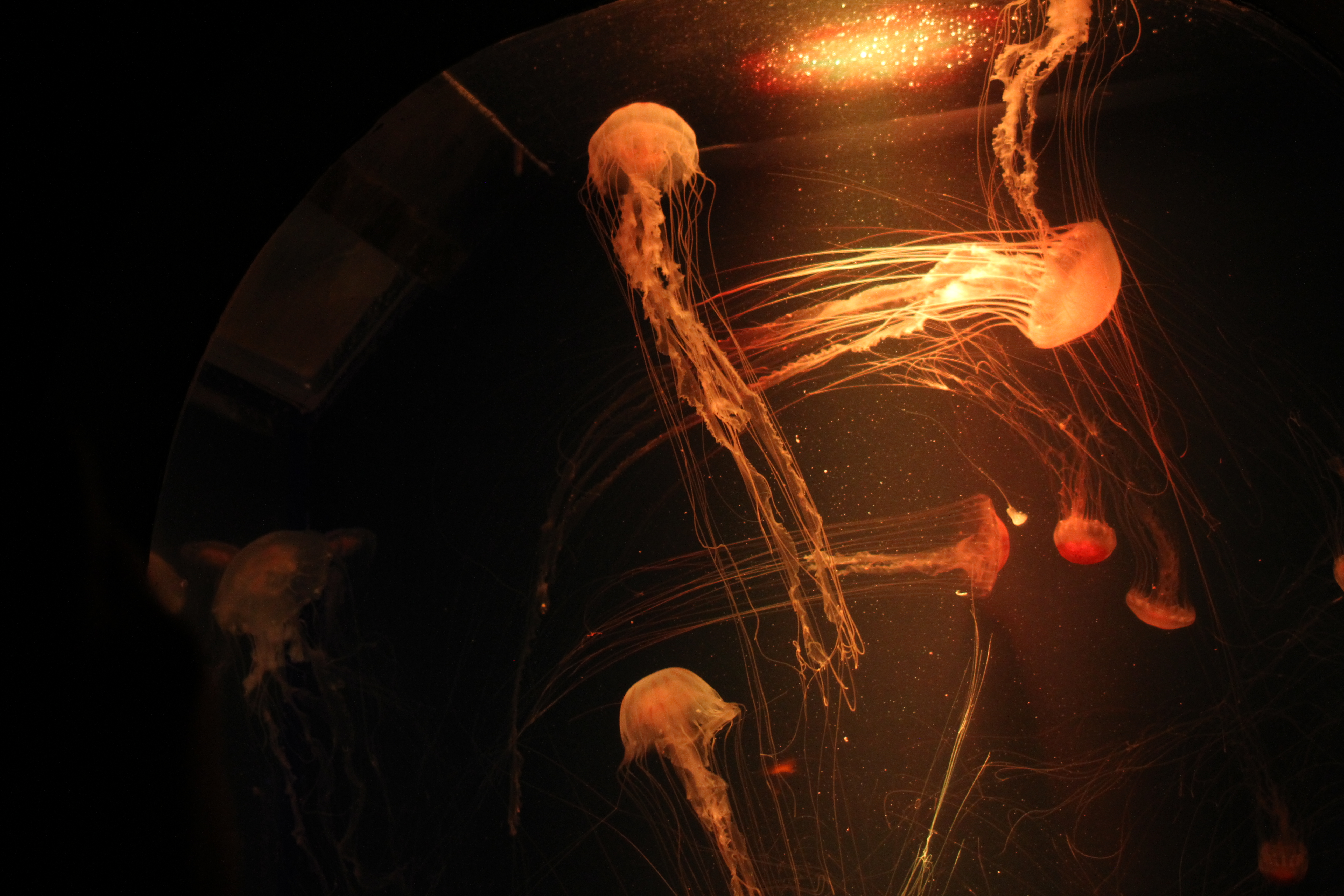
Medusas en el acuario Inbursa, México.

## Toxicidad de los tentáculos
Las medusas poseen tentáculos formados por células urticantes, o nematocistos, que usan para capturar presas y como forma de defensa. Estas células contienen una cápsula con un filamento tóxico (venenoso). Al contacto con una presa, los filamentos se eyectan e inyectan veneno. Los tentáculos de medusas muertas que a veces se encuentran en las playas pueden ser venenosos durante varias semanas.
La toxicidad de la picadura de la medusa varía según la especie. La mayoría de las medusas que encuentran los bañistas provocan picaduras dolorosas y con una sensación de ardor, pero pasajeras. Sin embargo se aconseja a los bañistas salir del agua inmediatamente, porque existe la posibilidad de padecer un shock anafiláctico y ahogarse.
Las picaduras de la medusa fisalia, también llamada carabela portuguesa (Physalia physalis) y ortiga de mar (Chrysaora quinquecirrha) rara vez son mortales. Por el otro lado, las picaduras de la medusa avispa de mar (Chironex flecheri) pueden causar la muerte en minutos, por lo que se le considera entre los animales con el veneno más potente en todo el reino animal.
Algunos peces como el "chicharro" son inmunes al veneno de las medusas y por eso las utilizan como escondite de los posibles predadores.
Las medusas de los géneros Cyanea y Physalia llegan a tener tentáculos de hasta 40 metros, en los cuales algunos peces se refugian. Pero en contacto con el hombre, se pueden producir ciertas reacciones alérgicas que podrían causar la muerte.

### Tratamiento
La mayoría de las especies de medusas que presentan un riesgo para los humanos pertenecen a la clase Cubozoa, y su picadura puede ser neutralizada al usar vinagre en el lugar de la herida. Sin embargo, no es del todo efectiva con otras medusas pertenecientes a otras clases, por lo que es necesario proceder con precaución.

## Filogenia

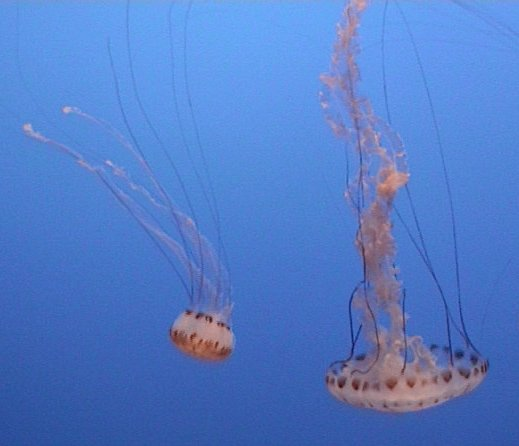
Chrysaora quinquecirrha.

Las relaciones filogenéticas estarían conformadas por las siguientes clases:
|  | Hydrozoa                                              |
|  |                                                       |
|  | \| \| Cubozoa \| \| \| \| \| \| Scyphozoa \| \| \| \| |
|  |                                                       |
|  | Cubozoa                                               |
|  |                                                       |
|  | Scyphozoa                                             |
|  |                                                       |

|  | Cubozoa   |
|  |           |
|  | Scyphozoa |
|  |           |

|  | Hydrozoa                                              |
|  |                                                       |
|  | \| \| Cubozoa \| \| \| \| \| \| Scyphozoa \| \| \| \| |
|  |                                                       |
|  | Cubozoa                                               |
|  |                                                       |
|  | Scyphozoa                                             |
|  |                                                       |

|  | Cubozoa   |
|  |           |
|  | Scyphozoa |
|  |           |

## Algunas especies de medusa
- Cubozoa

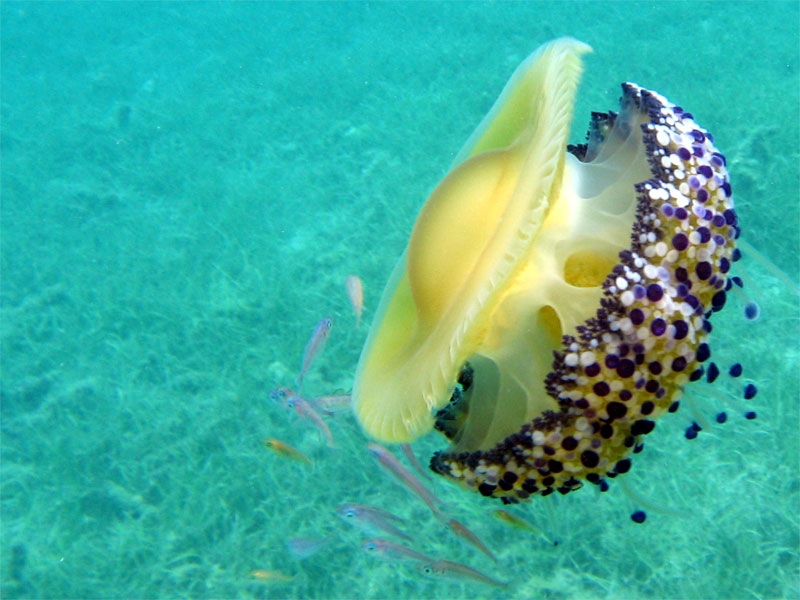
Cotylorhiza tuberculata

  - Chironex fleckeri - Avispa de mar.
  - Chiropsalmus quadrigatus
- Hydrozoa
  - Aequorea victoria - Gelatina de mar.
  - Benthocodon pedunculata
  - Craspedacusta sowerbyi - Medusa de agua dulce
  - Physalia physalis - Carabela portuguesa.
  - Olindias sambaquiensis - Agua viva o Medusa de la cruz.
  - Liriope tetraphylla - Pica-pica o Tapioca.
- Scyphozoa
  - Cotylorhiza tuberculata - Medusa huevo frito.
  - Rhizostoma octopus - Medusa blanca.
  - Rhizostoma pulmo - Aguamala, Acalefo azul.
  - Aurelia aurita - Medusa común
  - Nemopilema nomurai - Medusa gigante de Japón
  - Cassiopeia xamachana - Medusa invertida
  - Cyanea capillata - Medusa melena de león ártica.
  - Chrysaora fuscescens - Ortiga del Pacífico.
  - Chrysaora lactea
  - Chrysaora quinquecirrha - Ortiga de mar.
  - Catostylus mosaicus - Medusa mosaico.
  - Limnocnida tanganicae - Medusa del amazonas.

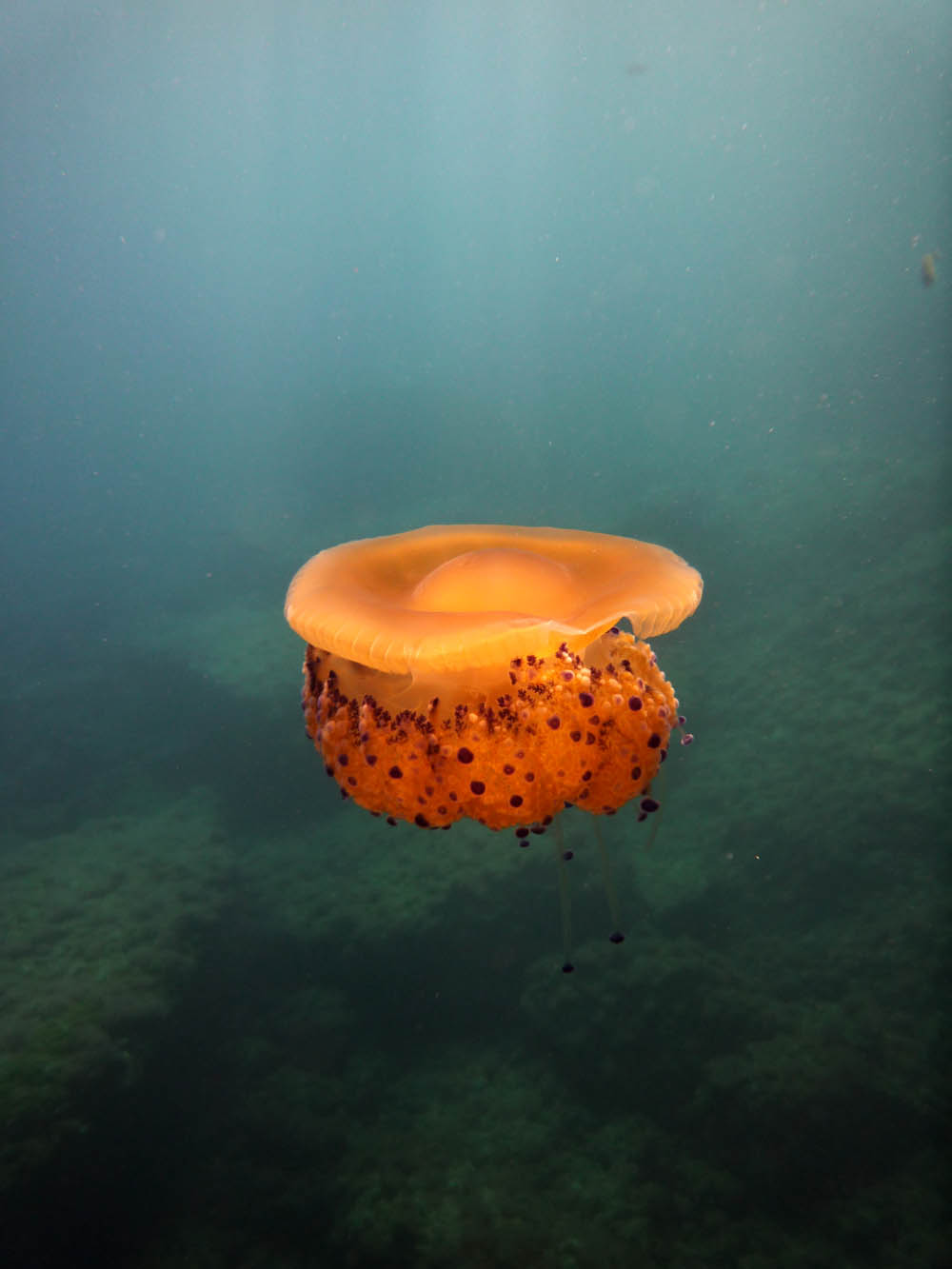
Cotylorhiza tuberculata
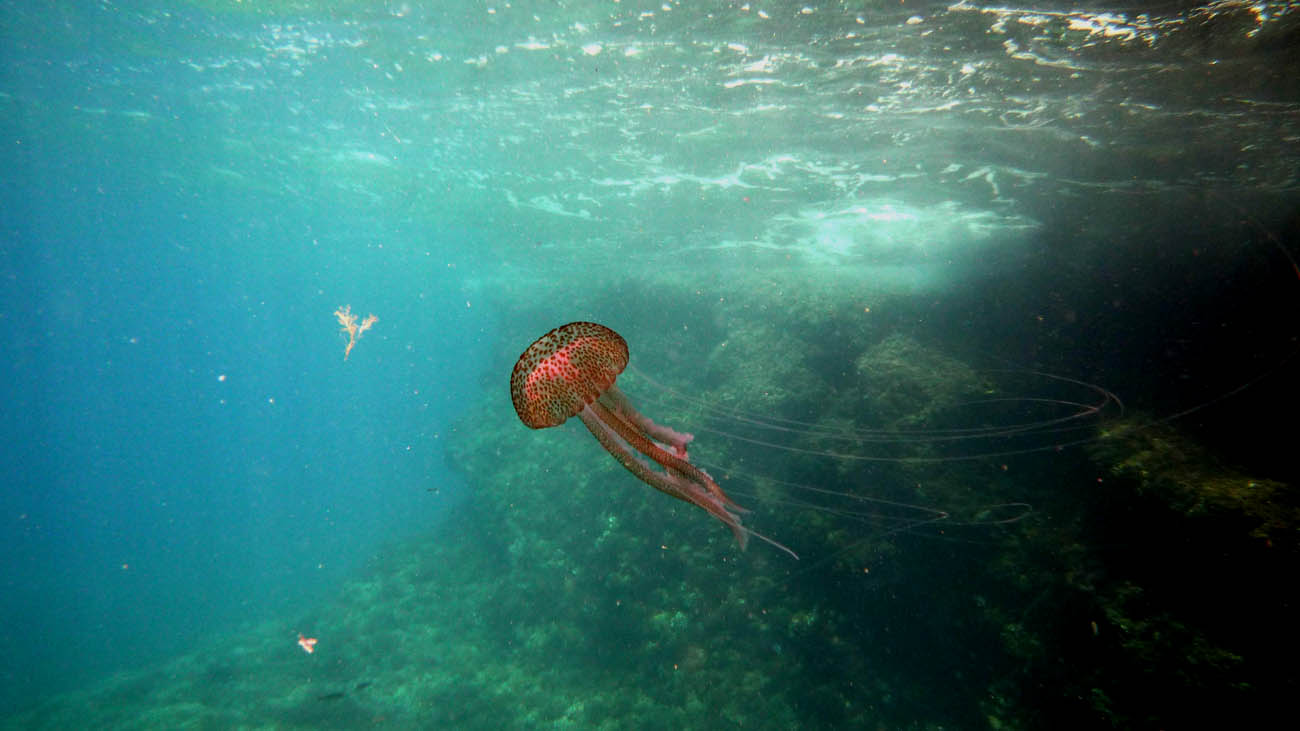
Pelagia noctiluca
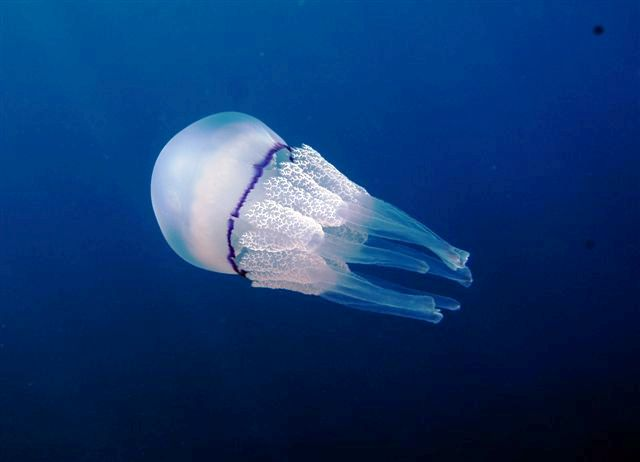
Rhizostoma pulmo
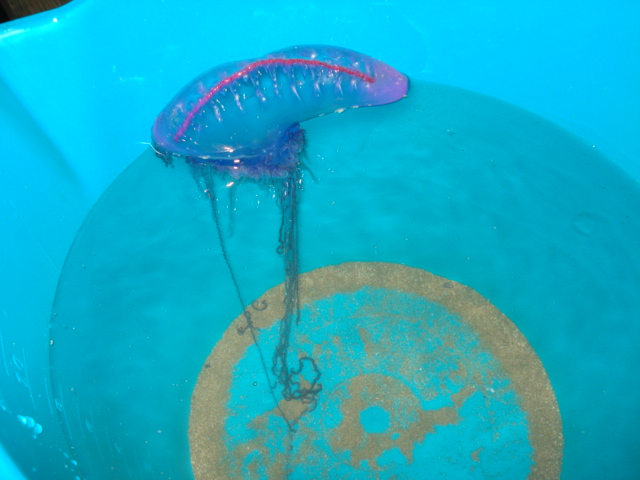
Physalia physalis

## Evolución
El filo Cnidaria es ampliamente aceptado como monofilético y formado por dos clados, Anthozoa y Medusozoa. Los antozoos incluyen las clases Hexacorallia, los corales duros, y Octocorallia, los corales blandos, así como Ceriantharia, las anémonas que viven en tubos. Existe un fuerte consenso de que este grupo haya sido el primero en separarse de la línea ancestral.
Medusozoa incluye las clases Staurozoa, Cubozoa, Scyphozoa e Hydrozoa, pero las relaciones entre ellas no están claras. El análisis utilizando subunidades de ARN ribosómico sugiere que dentro de Medusozoa, Staurozoa fue el primer grupo en divergir, con Cubozoa y Scyphozoa formando un clado, un grupo hermano de Hydrozoa. Estudios adicionales sobre el orden de los genes mitocondriales apoyan esta opinión, y su posesión de genomas mitocondriales lineales es una evidencia sorprendente de la monofilia de los medusozoos. El grupo principal de Medusozoa también incluye Auroralumina attenboroughii, el depredador animal más antiguo conocido de finales del Período Ediacárico. la medusa Burgess del Cámbrico medio del Esquisto de Burgess es la medusa de vida libre más antigua conocida (comúnmente conocida como medusa).
Las afinidades de la clase Polypodiozoa, que contiene la única especie Polypodium hydriforme, no están claras desde hace mucho tiempo. Esta especie es un endoparásito de huevos de peces y tiene un ciclo de vida peculiar. Tradicionalmente se le ha considerado un cnidario por su posesión de nematocistos, pero estudios moleculares utilizando secuencias de ADN ribósmico 18S lo han situado más cerca de los Myxozoa. Estudios adicionales que involucran secuencias de ADN ribósmico 28S sugieren que es parte del clado de hidrozoos Leptothecata o un taxón hermano de Hydrozoa, y no se agrupa con mixozoos.

## Uso en alimentación humana

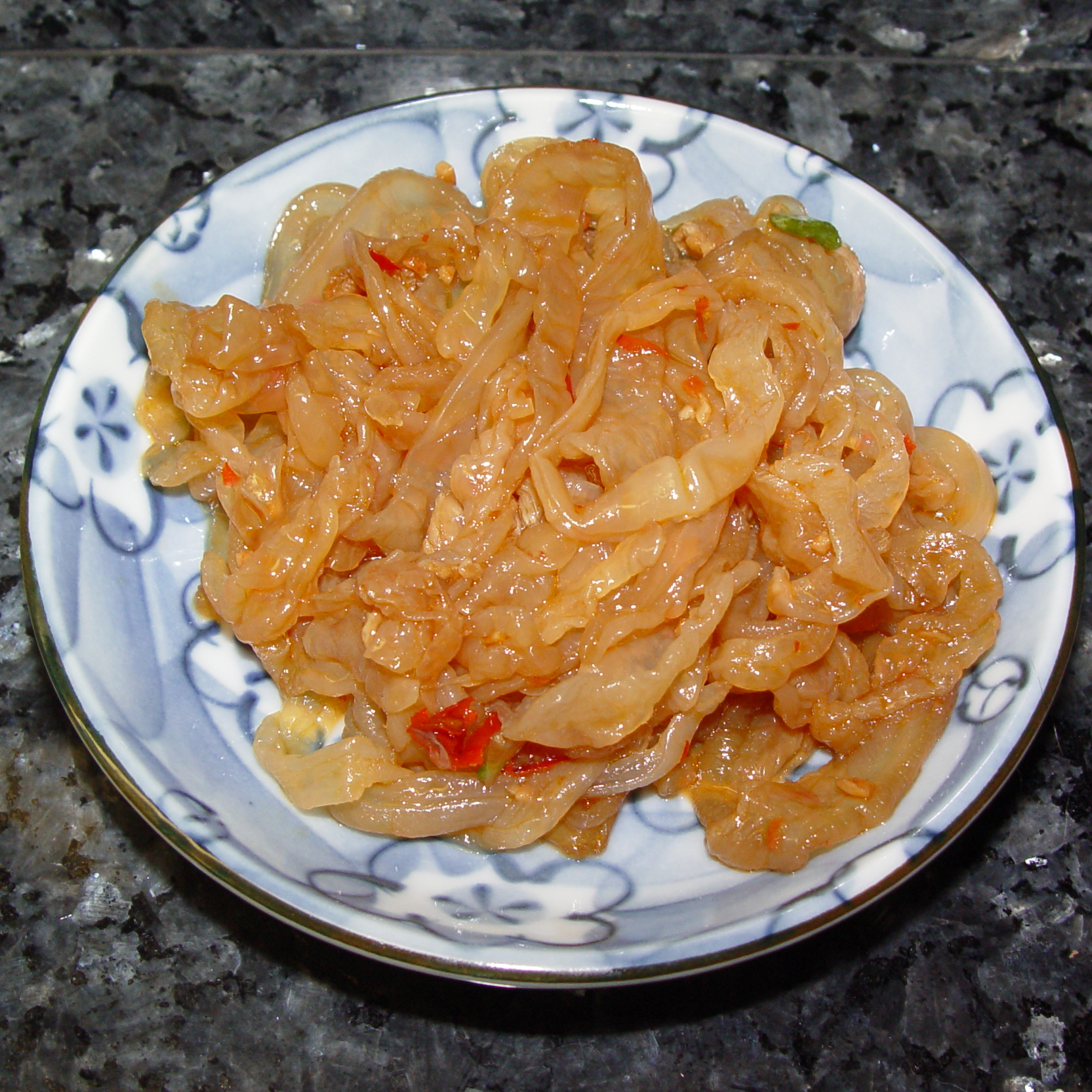
Tiras de medusa en salsa de soja, aceite de sésamo y pimienta.

Las medusas Rhopilema (Rhopilema hispidum y Rhopilema esculentum) y Nemopilema nomurai son comestibles.
Doce de las aproximadamente 85 especies descritas de Rhizostomeae se capturan y comercializan internacionalmente. La mayoría de las capturas se realizan en el sudeste asiático. Las especies Rhopilema esculentum (nombre en chino: 海蜇 hǎizhē, que significa "ortiga de mar") y Stomolophus meleagris (medusa “bala de cañón” en Estados Unidos) son las más apreciadas, por ser de mayor tamaño y tener una estructura más rígida que los otros sifozoos. Además, sus toxinas son inofensivas para los humanos.
Los métodos de procesamiento tradicionales, llevados a cabo por un “Maestro de las medusas”, implican de 20 a 40 días y varias operaciones, en las que el “paraguas” y los brazos bucales se tratan con una mezcla de sal de mesa y alumbre, mientras se comprimen con un peso. Antes de la salazón se retiran las gónadas y las mucosas. Este proceso reduce la licuefacción, los olores y el desarrollo de organismos nocivos, además de hacer que el producto sea más seco y ácido, con una textura "crujiente". Las medusas preparadas de esta manera retienen entre el 7 y el 10 % de su peso vivo, a pesar de que el producto contiene alrededor del 95 % de agua y sólo entre el 4 y el 5 % de proteínas, por lo que es relativamente bajo en calorías.  Las medusas recién procesadas son de color blanco o crema y se vuelven amarillas o marrones con el almacenamiento prolongado.
En China, las medusas procesadas se remojan en agua durante la noche y se cocinan o se comen crudas al día siguiente. El producto se pica finamente y el plato suele servirse con un aderezo de aceite, salsa de soja, vinagre y azúcar, o como ensalada con verduras. En Japón, el producto simplemente se enjuaga con agua, se corta en tiras y se sirve con vinagre como aperitivo.
En el sur de los Estados Unidos, incluidas la costa atlántica y el golfo de México, se ha desarrollado una pesquería de Stomolophus meleagris para exportar a países asiáticos.